# Liste Libre des Paysans, Classes Moyennes et Ouvriers
De Liste Libre des Paysans, Classes Moyennes et Ouvriers (Nederlands: Vrije Lijst van Boeren, de Middenklasse en Arbeiders), was een Luxemburgse politieke beweging die aan het einde van de jaren 30 van de 20ste eeuw actief was.
Bij de Luxemburgse parlementsverkiezingen van 1937 behaalde de Liste Libre des Paysans, Classes Moyennes et Ouvriers één zetel in het 55 zetels tellende Kamer van Afgevaardigden (Luxemburgs parlement).
De Liste Libre verdween na de Tweede Wereldoorlog.

## Verkiezingsresultaten1919
| 1937 | 1 | 55 |